# Сверрир Херманнссон
Сверрир Херманнссон (исл. Sverrir Hermannsson; 26 февраля 1930, Эгюрвик — 12 марта 2018, Рейкьявик) — исландский политик, бизнесмен и банкир.

## Биография
Сверрир родился на ферме Свальбарди в Эгюрвике, Иса-фьорд, 26 февраля 1930 года в семье Херманна Херманнссона и Салоуме Раднвейг Гюннарсдоуттир. В 1951 году окончил среднюю школу в Акюрейри, а в 1955 получил образование в области бизнеса в Исландском университете.
Начал свою политическую деятельность как член Партии независимости. С 1979 по 1983 год был спикером нижней палаты альтинга.
С 1983 по 1985 год Сверрир был министром промышленности, а с 1985 по 1987 год — министром образования. С 1975 по 1983 год, а также с 1987 по 1988 год он был членом Северного совета. В 1988 году он вышел из состава альтинга, чтобы возглавить Ландсбанки, где проработал до 1998 года.
Вскоре после ухода из Ландсбанки, в 1998 году, он вернулся в политику, основав Либеральную партию, и был её председателем с 1998 по 2003 год. На выборах 1999 года он был вновь избран в альтинг от Северного округа, а в 2003 году снова ушёл из политики.
Сверрир умер 12 марта 2018 года в возрасте 88 лет.